# عاتكة بنت عبد الملك بن الحرث المخزومي
عاتكة بنت عبد الملك بن الحرث (الشاعر) بن خالد بن العاص بن هشام بن المغيرة بن عبد الله بن عمرو بن مخزوم المخزومي.
وفي خالد بن العاص يقول الشاعر :

| لعمرك إن المجد ما عاش خالد |  | على الغمر من ذي كندة لمقيم |

يعني غمر ذي كندة وهو موضع كان ينزله.
وقد ذكره عمر بن ابي ربيعة في شعره فقال :

| يمر بك العصران يوم وليلة       |  | فما أحدثا إلا وأنت كريم |
| وتندى البطاح البيض من جود خالد |  | وتخصب حتى نبتهن عميم    |

## عاتكة الزوجة
- تزوجت عاتكة من عبد الله بن الحسن المثنى. وأنجب منها إدريس بن عبد الله، أي إدريس الأول مؤسس دولة الأدارسة بالمغرب، وسليمان.

## عاتكة الأرملة
و عاتكة هي التي كلمت أبا جعفر المنصور أبو جعفر المنصور لما حج وقالت: يا أمير المؤمنين أيتامك بنو عبد الله بن الحسن فقراء لا شيء لهم. فرد عليهم ما قبضته من أموالهم (تعني صدقات علي الموصى بها في بني الحسن). قاله أبو الفرج في (المقاتل). وحدث ذلك بعد مقتل زوجها عبد الله الكامل في سجن أبا العباس المنصور ب الكوفة ومن معه من آل البيت. (انظر ترجمة عبد الله بن الحسن المثنى).